# Amt Schönstein (Gilserberg)

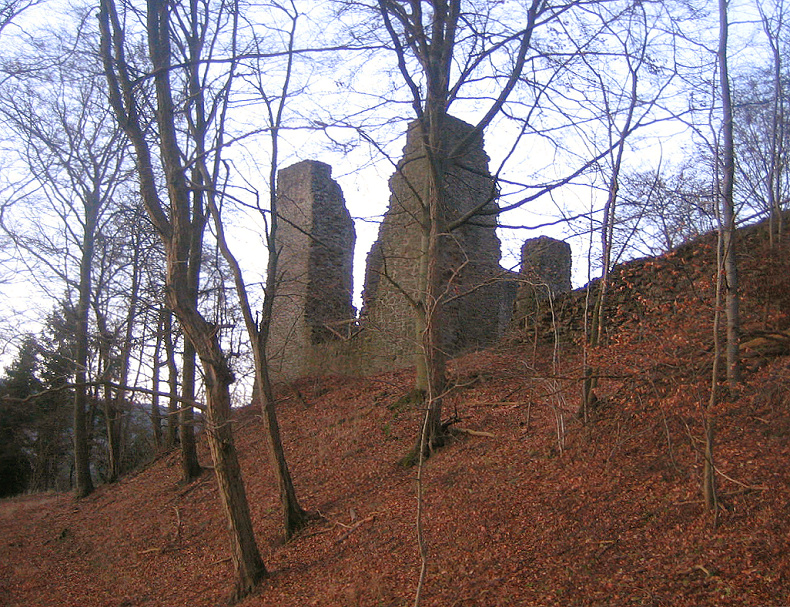
Reste der Burg Schönstein, früherer Sitz des Amtes

Das Amt Schönstein war ein Amt und Gericht in der ehemaligen Grafschaft Ziegenhain und Landgrafschaft Hessen. Sitz war die Burg Schönstein in der Gemarkung Schönau, einem Ortsteil von Gilserberg im nordhessischen Schwalm-Eder-Kreis.

## Geschichte

### Grafschaft Ziegenhain
Graf Johann I. von Ziegenhain erwarb im Jahre 1350 vom Kloster Haina die Gerichtsbarkeit über die Dörfer Lischeid, Moischeid, Winterscheid und Gerwigshain (heute Wüstung), nachdem er sich bereits 1342 das Vorkaufsrecht gesichert hatte. Zur Verwaltung dieses neuerworbenen Besitzes richtete er noch im gleichen Jahr im Zuge einer Neuorganisation der Gerichts- und Amtsverwaltung seiner Grafschaft das neue Amt Schönstein ein, dem er auch die bisher dem Gericht auf den Wasen zugehörigen Orte Falkenhain, Frankenhain (beides heute Wüstungen), Treisbach (bei Sebbeterode), Schönau und beide Sachsenhausen zuordnete. Ebenso transferierte er, offenbar zunächst unter Bewahrung einer gewissen Sonderstellung, den ziegenhainischen Anteil des Gerichts an der Kalten Hainbuche mit den Orten Appenhain, Itzenhain und Witgenhain (heute Wüstung) an das neue Amt und Gericht.
Schon ab 1368 waren Burg, Amt und Gericht Schönstein meist verpfändet, zunächst – mit den zugehörigen Dörfern, dem ziegenhainischen Anteil am Gericht an der Kalten Hainbuche und Einkünften zu Gilserberg – an die Herren von Linsingen und von Gilsa, die auch die Erlaubnis erhielten, die Burg auszubauen und zu verstärken. Im Jahre 1380 übertrugen die Linsinger ihren Anteil an dieser Pfandschaft den Herren von Gilsa. 1387 waren Burg und Gericht Schönstein mit den Dörfern und dem ziegenhainischen Teil des Gerichts an der Kalten Hainbuche, dem Gericht Lindenborn und den Einkünften in Gilserberg an Tue von Falkenberg verpfändet. 1406 versetzte Graf Johann II. von Ziegenhain ein Drittel von Schönstein mit allem Zubehör an Ekkebrecht von Grifte; diese Pfandschaft kam durch Erbschaft an Gertraud von Dersch und deren Ehemann Thomas von Fredebeul und wurde 1420 wieder eingelöst.

### Landgrafschaft Hessen
Mit dem Tod des letzten Grafen von Ziegenhain, Johann II., fiel die Grafschaft, und mit ihr das Amt Schönstein, an die Landgrafschaft Hessen, und bis 1543 war die Burg noch Sitz hessischer Amtmänner, die das Amt Schönstein mit 14 Orten des Gilserberger Hochlandes verwalteten. Aber auch die Landgrafen versetzten Burg und Amt immer wieder, so bereits im Jahre 1489 mitsamt der Burg Densberg für 400 rheinische Gulden an Hermann Huhn von Ellershausen. 1506 waren Burg und Amt Schönstein und die Burg Densberg für 1000 Gulden an Otto Hund verpfändet, und 1543 bekundeten die Hund, dass das Pfand mit 1000 Gulden ausgelöst worden sei.
Bis zur Zerstörung der Burg 1469 im Hessischen Bruderkrieg wurden die Gerichtstage auf dem Schönstein abgehalten. Böhmische Söldner des Landgrafen Ludwig II. von Niederhessen (Hessen-Kassel) zerstörten die Burg, die zu diesem Zeitpunkt seinem Bruder, Landgraf Heinrich III. von Oberhessen (Hessen-Marburg), gehörte. (Auch die benachbarten Burgen Densberg und Jesberg fielen ihnen zum Opfer.)
Der letzte Amtmann von Schönstein war ein weiterer Otto Hund. Ab 1567 wurde das Amt vom Stadtschultheißen in Treysa verwaltet.
Im Jahre 1602 tauschte Landgraf Moritz von Hessen-Kassel einen Teil des Amtes Schönstein (die Orte Heimbach, Lischeid, Moischeid und Winterscheid) mit seinem Onkel, Landgraf Ludwig IV. von Hessen-Marburg, gegen ein Drittel an Haus, Stadt und Amt Braubach mit Rhens. Als sogenanntes Obergericht Schönstein wurde es nun vom Hessen-Marburger Rentmeister in Rauschenberg in Personalunion verwaltet. Als Ludwig IV. im Oktober 1604 kinderlos starb und daraufhin zwischen seinen Neffen Moritz von Hessen Kassel und Ludwig V. von Hessen-Darmstadt der Marburger Erbfolgestreit ausbrach, wurden die vier Dörfer von Moritz wieder dem Amt Schönstein eingegliedert. Ab 1624 wurden die vier Dörfer wiederum von Rauschenberg aus verwaltet, aber wohl bereits ab 1646 mit dem Hessenkrieg, endgültig dann ab 1648 waren sie wieder Teil des Amts Schönstein. Seit diesem Jahr wurde das Amt wieder vom Treysaer Stadtschultheißen verwaltet.

### Angrenzende Verwaltungseinheiten
Das Amtsgebiet grenzte im Nordwesten an das Amt Haina, im Nordosten und Osten an das kurzlebige Amt Jesberg, im Südosten an das Amt Treysa, im Süden an die Kurmainzische Exklave Neustadt, im Südwesten an das Amt Rauschenberg und im  Westen an das Amt Gemünden.